# Magic Mike's Last Dance
Magic Mike's Last Dance là bộ phim hài-chính kịch được đạo diễn bởi Steven Soderbergh với kịch bản của Reid Carolin và vị trí nhà sản xuất do Channing Tatum đảm nhận. Đây sẽ là phần hậu truyện của Magic Mike XXL (2015) với hai diễn viên chính là Tatum và Salma Hayek. Phim được dự kiến sẽ công chiếu tại các rạp vào ngày 10 tháng 2, 2023 và được phát hành bởi hãng Warner Bros. Pictures.

## Cast
- Channing Tatum thủ vai Mike Lane
- Salma Hayek
- Ayub Khan Din
- Jemelia George
- Juliette Motamed
- Vicki Pepperdine
- Gavin Spokes
- Caitlin Gerard thủ vai Kim
- Christopher Bencomo

## Phát hành
Ngày 29 tháng 11, 2021, có thông báo về việc sản xuất phần hậu truyện Magic Mike's Last Dance và phim sẽ phát hành trên nền tảng HBO Max với Channing Tatum sẽ tiếp tục trở lại vai diễn Mike Lane của anh và Steven Soderbergh, người đã chỉ đạo phần đầu tiên của phim, cũng sẽ trở lại tiếp tục ngồi vào vị trí đạo diễn của phần hậu truyện này. Thandiwe Newton ban đầu được chọn tham gia vào một vai diễn chưa được tiết lộ của phim nhưng sau đó đã được thay thế bởi Salma Hayek vào tháng Tư năm 2022. Vào tháng Bảy cùng năm, Soderbergh đã tiết lộ về sự phát triển của các phần phim tiếp theo thuộc chuỗi phim với cốt truyện sẽ không liên quan đến nhân vật Mike Lane. Tháng 9, 2022, phim được xác định sẽ phát hành tại các rạp chiếu với lịch chiếu là vào ngày 10 tháng 2, 2023. Phim còn có sự tham gia của các diễn viên khác bên cạnh Tatum và Hayek bao gồm Gavin Spokes, Caitlin Gerard, Christopher Bencomo, Ayub Khan Din và Juliette Motamed.
Magic Mike's Last Dance được dự kiến sẽ ra mắt tại các rạp phim vào ngày 10 tháng 2, 2023 và được phân phối bởi Warner Bros. Pictures.